# Noua Republică
Noua Republică este un partid politic de centru-dreapta din România. A fost înființat în octombrie 2011 de către Mihail Neamțu, sub forma Asociației Noua Republică, fiind inițial o platformă civică cu personalitate juridică, care la data de 29 ianuarie 2013 a devenit partid politic.
Președinte fondator al partidului, Mihail Neamțu și-a anunțat pe 16 martie 2015 retragerea pentru a putea avea mai multă grijă de familie. Astfel, a urmat cel de-al patrulea congres al partidului la 19 septembrie 2015, unde a fost adoptat un nou statut și ales un nou președinte, Alin Bota.

## Doctrină
Viziunea partidului Noua Republică este o Românie liberă, demnă și prosperă. Principiile politice și morale ale partidului își au rădăcinile în civilizația iudeo-creștină și tradiția republicanismului. Partidul împărtășește idealul libertății individuale, valori și principii ale liberalismului clasic, creștin-democrației și ale conservatorismului.
În acțiunea sa politică, Noua Republică susține un regim constituțional capabil să garanteze piața liberă, proprietatea privată, libertatea individului, libertatea de exprimare și descentralizarea statului. Noua Republică promovează piața liberă, economia concurențială, bazată pe dezvoltarea sănătoasă a mediului de afaceri, justiția independentă, libertatea de conștiință, presa independentă, statul minimal și structurile asociative ale societății civile. Partidul încurajează responsabilitatea individuală a cetățenilor, auto-guvernarea comunităților locale, limitarea deficitelor bugetelor publice, restrângerea datoriilor contractate de către Stat pe seama generațiilor viitoare și eficientizarea  serviciilor publice.
Partidul pledează pentru conservarea patrimoniului cultural și spiritual al României, pentru stimularea muncii și a inițiativei private în educație, sport sau artă, pentru protejarea mediului natural. Noua Republică susține interesele României într-o Europă a națiunilor, plecând de la principiul auto-guvernării, al independenței fiscale și monetare, al subsidiarității economice și al respectului pentru tradițiile culturale ale comunităților locale. Misiunea Noii Republici este să construiască un autentic partid de dreapta, care să descopere, să formeze și să promoveze în structurile statului oameni liberi, competenți și virtuoși. În plus, Noua Republică afirmă legăturile tradiționale ale României cu Organizația Tratatului Atlanticului de Nord.

## Structură și organizare internă
Partidul este organizat și funcționează având următoarele structuri organizatorice:
La nivel local: Filiala Locală a Partidului, având următoarele organisme: a. Adunarea Locală (AL); b. Președinția Locală (PL)
La nivel Județean: Filiala Județeană a Partidului, având următoarele organisme: a. Adunarea Județeană (AJ); b. Consiliul Politic Județean (CPJ); c. Președinția Județeană (PJ); d. Comisia de Integritate și Arbitraj Județeană (CIAJ). CIAJ are rol de comisie de arbitraj și se înființează și funcționează în conformitate cu prevederile art. 15 din Legea nr. 14/2003 a partidelor politice
La nivel național: a. Congresul; b. Consiliul Politic Național (CPN); c. Președinția Partidului (PP); d. Comisia de Integritate și Arbitraj Națională (CIAN). CIAN are rol de comisie de arbitraj și se înființează și funcționează în conformitate cu prevederile art. 15 din Legea nr. 14/2003 a partidelor politice;